# エンジェル・ハウリング
『エンジェル・ハウリング』は、秋田禎信による日本のライトノベル。イラストは椎名優。富士見ファンタジア文庫（富士見書房）より2000年10月から2004年10月まで刊行された。2009年8月時点で累計部数は100万部を突破している。
ミズー編は文庫書き下ろし、フリウ編は月刊ドラゴンマガジンに連載された後、文庫に収録されている。2009年12月に発売した「秋田禎信BOX」に新作が収録されたが、それにおいても、ミズー編とフリウ編が分かれた。

## 登場人物
声はドラマCDの出演者。

### ミズー編
ミズー・ビアンカ
声 - 山崎和佳奈
奇数巻の主人公。辺境随一の腕を持つ女暗殺者。くせの強い赤毛が特徴。剣やナイフといった武器の扱いに秀でているのはもとより、念糸使い（能力は「熱する」）でもあり、加えて強力な力を持った獣精霊ギーアを扱う精霊使いでもある事がその腕をより確かなものにしている。後述する訓練の結果「知っている距離なら殺人は行える」という持論を持つ（この距離は物理的なものだけを意味しない）。絶対殺人武器を作るという思想に取り付かれたイムァシアの刀鍛冶達によって幼い頃から塔に幽閉され、徹底的に殺人技術を叩き込まれて育った。本当に存在しているのかどうかすら不明だった双子の姉、アストラ・ビアンカの消息を知るために、彼女が契約していたという未知の精霊アマワの謎を追い求める。
殺し屋を生業としているが、それはあくまで上述のようにイムァシアで殺人者として育てられ他にすることを知らないから（彼女いわく「もしわたしがあの場所でないところで育っていたらどうなっていただろう、という想像すらできないほど徹底的に今のわたしにさせられた」）であり、彼女自身は（必要とあれば躊躇しないものの）特段好戦的な性格でもなく、また必ずしも殺人という行為に対して肯定的でもない。
「絶対殺人武器」としての力として獣の時間というものを持っている。この時間の間はあらゆる肉体的・精神的な苦痛から逃れられ、どんな殺人も行えるが、代わりに解放されてからは凄まじい疲労と激痛、嘔吐を伴う。この時間を彼女は「良心の遮断」だと考えていたが、それとは大きく異なるものでありミズー編における（そして精霊とは何かという問題においても）非常に重要なキーワードである。
他人との距離を常にとるような言動・行動が多く、他人に自分のルールを押し付けることが多かった。
物語が進むにつれ、殺人武器としての自己がいかに一般的な人間性から遠くなっていたかを思い知らされ、その都度自分に呆れたり嘆いたり、時には悲鳴をあげたりする。事実、それまでの自分のペースを乱されてからは世俗的なものとの接触に大きく戸惑い、特にある街での服屋とのやり取りではそれまでに経験したことのない苦労を味わうことになる。
しかし、さまざまな人と出会い話し、徐々に人間らしさと人とのつながりを取り戻していく。中でもジュディア・ファニクに対しては非常に親しい感情を抱いており、己の過去や心情を吐露するまでに心を開いていく。
イラストレーターいわくカラーは赤、イメージは炎。

アイネスト・マッジオ
声 - 石田彰
神秘調査会の学者。非常に優れたマグスである。好青年風な風貌でおとぼけた性格を装っているが、実年齢は80歳以上であり、イムァシアにミズーやジュディアら念糸能力を持つ子供を引き渡していたのもアイネストである。
その本性は他人の屈辱を眺めるのを好んだりと、かなり冷徹で曲者。ミズーを神秘調査会の計画に組み込むため、また調査会の目論見とは別に、個人的に彼女が真に硝化し精霊となるのを見たいがために彼女につきまとう。
その偏執さはミズーをして「一般的な論理の尺度など意味がない。この男は根底からの狂人だ」「焼き尽くしたはずのイムァシアの狂気は未だここに残っている」と言わしめた。
干渉することをよしとしない絶対の観察者にして傍観者であることを自負し、全知を目指す。また自身が語るには師ですらも及ばないほどの大マグスである。そのマギは他人を殺すことで自分の尽きかけた命を無理やり伸ばす、といったことまで可能とし、彼を妨害しに来た同属が死の間際にも関わらず驚愕するほど。
あまりにも強いマギの力を持っているため、眠ることができない。そのため夜に独り言をつぶやく癖があり、たまに日中であろうと一人でいる際につぶやくことがある。作中、彼の独白は多く歌うように様々な思いを口にする。ただし、彼曰くそれを聞くものはない。また、その多くは彼の心情や周囲の状況を歌っているものである。
もっとも本人いわくマギは「こんな力は学べば誰にでも出来る、手品みたいなもの。念糸のような強力な力にはとても及ばない」と語っている。
ミズーに興味を持って何度も彼女の前に姿を表しつきまとうが、同時にミズーが持つヒステリックな一面を心底不愉快にも思っている。彼女に対しての感情は歪んだ愛情とも取れるようなものであり、作中での彼の独白などにはそういった一面を示唆するようなものも存在する。ただし、当のミズーからは嫌悪されている。
最後は崩壊する帝都の中、殺人精霊となって目覚めたアストラによって殺される。
「心の不在を証明すれば、人は精霊と同じになる」というのが（彼が今際の際に語った）自説であった。
サイコロ賭博で思い通りにサイコロの目を出すなど、妙な特技を数多く持っているようだが、それを披露することはなかった。また、裕福な家の三男であったらしい。

アストラ・ビアンカ
ミズーの双子の姉。ミズーと共に塔に幽閉され殺人技術を叩き込まれて育ったが、8年前にミズーと生き別れる。しかしミズーは彼女のことを、塔での辛い経験が生み出した妄想の産物ではないかと疑っている。
イムァシアによって帝都の先帝に引き渡され、アマワを御する精霊使いとして用意された。これがミズーとの別離の原因となる。
彼女がアマワに発した問いは「わたしの妹はどこにいるのか」。アマワはそれに対して「二人ともどこにもいない」と答えた。彼女はその答えを聞いて豹変しアマワに襲い掛かり、その力は当時筆頭軍属精霊使いだったリスの精霊を一瞬で退け、帝の護衛である黒衣も苦もなく倒してしまう。
8年前の帝都の火事はこのとき彼女によって起こったもので、そのときからアストラは「殺人精霊アストラ」として眠り続けることになる。
物語終盤、フリウとミズーの帝都来訪に呼応するように目覚め、殺人精霊として帝都の人間すべてを一晩かけて殺し尽くしてしまう。そのさまは恐ろしく美しい手並みであり、彼女の手にかかった犠牲者はまるで眠るように殺されていった。このときフリウも殺人精霊として次々に帝都の人間を葬っていくアストラに遭遇し、危うく殺されかかるが、かろうじて残っていた「ミズーの姉アストラ」という人間としての自我が、フリウの命を奪う寸前でその剣を押しとどめた。
最期はミズーと刺し違え、アストラが消滅することでアマワからミズーのもとへ取り戻される。

ウルペン
声 - 藤原啓治
黒衣の変装をした謎の男。念糸能力者（能力は「乾燥」）。自らを契約者、そしてアストラの夫と名乗る。「なにもかもが不確かな世界の中で、確かなもの」を求めてアマワと契約する。作中で蛇に例えられることが多い。
ただ眠り続けるミズーの姉アストラを帝より下賜され、彼女を「妻」と呼ぶ。そのためかアストラに異様なほど執着し、ミズーを恐ろしいまでに憎悪し倒すことに執着する。戦うたびに身体を失いながらも、その意志は最後まで変わることはなかった。ミズー編における宿敵の一人。
シルクの寝間着ほど愚かなものはないというのがポリシーで、妻アストラ（といっても帝都にある彼の自宅でただ眠り続けるだけなのだが）には木綿の寝間着を着せていた。
彼がアマワに発した問いは「俺が得られる確かなものはあるか？」。答えは「ない」との一言であり、8年後彼はそれを実感させられることになる。ただし、彼がアストラを愛していた気持ちそのものは偽りのないものであり、ミズーにもその点は認められていた。アストラとの関係上、彼はミズーにとって義兄にあたる。

ジュディア・ホーント
アイネストが派遣した神秘調査会に飼われている女性剣士。年齢は三十代。
負傷したミズーの護衛（兼監視）としてアイネストに呼ばれた。若くまだ血気盛んな彼女に皮肉を浴びせることなどもある。が、その多くは的を射たものであることが多くミズーも反論しても納得せざるを得ないことが多かった。それだけでなく剣士としても非常に高い戦闘力を持つ。
実はミズーの前に塔に幽閉されていた子供だった。故に、ミズーの状況に共感したり、知ったような口をきくことが出来た。また、性格も近しいものがあるが、人生経験の分だけミズーより大人びている。
過去に幾度となくアイネストに復讐しようとしていたが、その中で無意味であることを知り今は使い走りとして使われている。
主要武器は鉈の様な剣。念糸使いの素質も持っているが、昔に力を失い作中で使うことはほとんどない（能力は「凍結」）。
初期はミズーに苛立ちを覚えることも多かったが、長い時間を共に過ごす中で絆が芽生え、のちにはミズーの第一の友人となる。またミズーも彼女との触れ合いの中で徐々に人間らしさ、温かみを思い出していくことになる。ペイン・ギャングの元へミズーを向かわせる際の服選びでわざとミズーに助け船を出さないなど、お茶目な面もある。

ファニク
ペイン・ギャングの使い走り。どこにでもいそうな風貌の、何の変哲もない糸目のただの若いちんぴらである。
ミズーが帝都に向かう際、「こいつは便利な奴だし、女ひとりより男と女ふたりのほうが目立たないだろう」と彼のボスであるペインからミズーの手助けを命じられ、それ以降ミズーに同行する。ミズーに対して好意を持っており、またもともと姉っ子だったこともあってか姉のように彼女を慕う。
気性はいたって温和であり、むしろフリウ編のスィリーに近い雰囲気を持っている。その言動は時にミズーを呆れさせてきたが、同時に彼女に響く言葉も少なくない。ミズーに大きく影響を与えた人物の一人でもある。一部の広告ではミズーとのラブコメと語られるなど、彼女との仲は終始良好であった（恋愛であったかは解釈が難しいところだが）。
非常に器用でこまめな男であり、その手回しのよさはミズーをして感嘆を通り越して呆れさせてしまうほどである。手先も器用で妙な特技も数多く持っている。反面、色々と積み重ねた（はずの）努力が無に変わることも多く、決して運がいい方ではない。博識でウンチク語りも好き。
武器として改良されたパチンコを使うことがあるが、彼自身は戦闘力に特化した人間ではないため、戦闘する場面はほとんどない。
ベッサーリ・キューブネルラ
帝国を統べる皇帝。兄帝とも呼ばれる。不死を願いアマワと契約した。
怯える狂王などと揶揄されることもあるが、威厳にあふれ傲慢で力強い戦士でもある。ベスポルトに匹敵する戦士であり、黒衣がなくとも半端な技量であれば打倒せるだけの実力を保持している。ただし、体形は年相応のものである。
その地位や性格、また作中でも数多くの人間から動向を警戒されるほどの人物だったが、最期はあっけないものであった。
メルソティは彼の実弟である。

未知の精霊アマワ
声 - 西川幾雄
自らを御遣いと名乗る不思議な存在。常に他人の姿を（それもおかしな形で）借りて現れる。
その正体は未来精霊。未だ生まれない未来（作中の表現を借りるなら「隙間」）に存在する精霊であり、そのためアマワを傷つけるすべは作中には存在しなかった。未来の精霊であるため、彼の告げた約束は必ず成就する。
自身が語るところによれば「わたしは御使いであり、その本意はもう一段遠いところに存在する」。
出会った人間にひとつだけ質問を許すことで自分を理解させようとするのが彼のルールである。彼が望んだ「心の実在を証明せよ。さもなくば世界の滅亡を約束する」という命題が物語の基点となる。
この契約を結んだのが兄帝ベッサーリ、ベスポルト（彼の死後は養女フリウに相続される）、アストラ（彼女だけは契約を拒絶したが、それは妹であるミズーに相続された）、ウルペン、弟帝メルソティの5人。それにアマワ自身も合わせた6人が契約者となっている。
契約そのものを無効にするには契約者全員の同意が必要だが、このアマワ自身も契約者であるという仕組みのため契約が無効とされることはない。ただしアマワを失望させ契約者の資格を失ったとみなされた場合、一人を契約者でなくすことはできる。劇中では実際に契約者のひとりはアマワを失望させることで、契約を破棄される（＝アマワから解放される）ことに成功している。
契約者は彼による「偶然」の力で守護され、基本的に心の実在の証明を諦めない限りは命を落とすことはない。ただし五体の満足まで保証されるわけではなく、実際にウルペンはミズーと戦って片目と片手を失っている。また、「偶然」によって状況が悪化することもあり、決して「偶然」が良性のものとして機能するとは限らない。
証明を諦めることがない限り契約は有効である。契約者には証明のための期限はなく、永遠の時間が与えられている。

賢者ガンザンワロウン
アイネストの師。「断崖の図書館」なる隔絶された世界に住まう偉大なマグスである。アイネストは彼のことを「偉大なる大マグスにして愚鈍な我が師」と呼んでいる。
詳しいことはほとんど描写されなかったが、他のマグスともやや在り様の異なるものではあった。
同作者の「シャンク!!ザ・レイトストーリー/ロードストーリー」によく似た名前の人物が登場するが、あちらは「永遠の賢者ガンバンワロウン」であり、彼が創造した世界は「弾劾の図書館」である。両者は似ているが同一ではないと思われるが、公式では回答はない。また、似た設定・名称を持つキャラクターはオーフェン第4部（秋田禎信BOXにおける「約束の地で」あたりの時間軸）にも存在する（いずれも世界の外側に関わるような設定・異称を持っている）。

### フリウ編
フリウ・ハリスコー
声 - 榎本温子
偶数巻の主人公。14歳。硝化の森のほとりにある辺境の村で、左目に水晶眼と呼ばれる非常に貴重で強固な天然の水晶檻を持って産まれた。白髪に近い色彩の髪を持っている。その水晶眼には魔神の一つである破壊精霊ウルトプライドが封じられている。また、念糸を扱う事が出来る（能力は「捻じる」）。8年前に破壊精霊を暴走させて何十人もの村人を死なせてしまい、両親をも亡くす。それ以降は村八分にあい、よそ者であるベスポルトに引き取られ村はずれでささやかに暮らしてきた。
性格はいたって普通の素直な子供。田舎育ちゆえに町や帝都を物珍しそうに眺め、またある種のあこがれも抱いていた。スィリーに対して時に辛辣だったり、ちゃっかり者な面や努力家な面もある年相応の少女である。しかし、ハンター生活が長かったためか思いのほかトラブルには強く、いざという時の意志力は年不相応に強い。また己の力に思い悩むことも多く、作中ではさまざまな思惑に翻弄される中で幾度も涙を飲んできた。特に、「命を奪う」「力を振るう」ということに対しての考え方は非常に厳しく、ある時のハンターパーティーの内部闘争では本気で怒りを見せた。
精霊使いとして最初は恐ろしく未熟であり、精霊の強さも相まって故郷の村を2度滅ぼすほどの事件を起こした。ベスポルト誘拐がきっかけの2度目の暴走の結果、村を追われ、帝都へ送られるためにふもとの町へと連行される。しかし、脱走を図り、サリオンの助けもあり街を逃亡、以降は指名手配犯として追われながら父のいる帝都を目指す。その中でリスの指南の下、精霊使いとしても熟達し本来不可能に近い「複数の対象を念糸で把握する」技能を習得する。また後の仲間であるラズなどのハンターらと出会い、徐々に人間として成長していく。帝都でのリス・父の死によってアマワと戦うことを決意する。
アマワに対抗できた数少ない人間であり、ミズー以上に致命的な攻撃を行えた存在。
ミズーとは数度しか顔を合わせていないが、非常に強い影響を受けていた模様。
イラストレーターいわくカラーは黄色（あるいは黄色・緑系統）、イメージは植物。ミズーやマリオと異なり、衣装の基本カラーが黄色・緑から青で彩った白へ変わった経緯を持つ。

ベスポルト・シックルド
声 - 麦人）
フリウの養父。8年前の事件によって孤児になったフリウを引き取り、以来ずっと彼女を育ててきた。元は帝国で打撃騎士の任に就いていたが8年前にそれを辞し、ハンターになるためにフリウの村へとやってきた。未知の精霊アマワに深い関わりを持つ人物。
元々は偶然8年前の惨劇に居合わせただけだったが、契約者となって後はアマワ打倒を目指して帝都から逐電。その後、フリウの村を訪れた際、荒れ狂う破壊精霊を見てアマワを倒す刺客とすることを思いつき、フリウを引き取る。しかし彼女とともに暮らし、やがて自分を父と呼ぶようになったフリウに自分を恥じるようになり、それ以降はフリウが破壊精霊を開放することなく穏やかに暮らすことを望むようになる。
彼がミズーやフリウに語る言葉は難解であり、一見まったく意味不明（事実ミズーは当初ただのうわ言、戯言の類と思ってまったく相手にしなかった）だが、実は作品のテーマそのものにかかわる重要な台詞であることが多い。
フリウをアマワの契約に巻き込むまいとするが、結局は追いかけてきた彼女と帝都で再会し、最期は帝都の宮でウルペンによって殺される。しかし彼が遺した言葉はフリウとミズーの両者にとって、アマワに立ち向かううえで大きな助けとなった。主人公らを導いた人物。
寡黙でフリウすらも声を聞かない日があるくらいであるが、父親として振る舞おうと努力はしていた模様。
ちなみに武術を嗜んだそもそものきっかけは、本人が語るところによれば趣味で始めたことである。

サリオン・ピニャータ
声 - 小西克幸）
フリウが住む村の麓にある街の警衛兵。8年前の破壊精霊暴走事件の際に起こったある事がきっかけでフリウに負い目を感じており、フリウを助けるようになる。
なんとかしてフリウの力になりたいと常に考えているが、精霊や念糸使いといった強力な能力者たちが跋扈する物語の展開の中でただの警衛兵にすぎない彼は無力であり、活躍するシーンは最後まで皆無。また彼自身自らの無力さに常に悩み続けていた。ただし、一貫して彼の行動原理はフリウの保護者たらんとすることであり、その一点において彼がぶれたことはない（成否は別として）。実際、サリオンの内面描写は心労と苦悩でもってつづられるのが大半であり、挿絵でも笑顔を見せることはほとんどない（常に困り顔）。
フリウにとっては彼は数少ない理解者であり、フリウは彼を指して「この世界にあって唯一優しいもの」「サリオンがいなかったら、あたしはこんなつらいことにきっと耐えられなかった」と述べている。実は8年前の暴走事件の際に居合わせた警衛兵がサリオンである。
フリウの実の両親に「この惨劇の責任が取れるのか」と言い放ち（彼自身が後に回想して曰く「我ながら卑怯なことを言ったものだと思うよ」）、なんとか精霊の暴走を止めようとフリウを警棒で殴打する。
幸運にもその一撃は彼女を殺すことなく、気絶させただけで済んだがサリオンが戻ってきたときにはフリウの両親は崖から身を投げていた。また警棒を振り下ろそうとしたサリオンを見て、（まだ幼かった）フリウが言った「人殺し」という一言は8年間の間、サリオンを延々と苛ませることになる。
フリウを支えると同時に彼自身もフリウに支えられており、非常に複雑な関係であると言える。
学生時代のトラウマのせいで（年齢を問わず）女性と相部屋になることができず、長時間同じ部屋にいると体調を崩すという症状をもつと自称している。
元々が警衛兵でありまた貧民街出身ゆえに喧嘩には慣れているが、そういった能力を生かす活躍をすることはあまりなく、あっても大体の場面ではそれ以上に酷い目にあっていることがほとんど。

スィリー
声 - 矢部雅史）
人精霊。妖精に似た姿で、手のひらサイズで全身は青色の金属光沢をしており、4枚の羽を生やし常に飛行している。ただし羽で飛行しているわけではないらしい。
偶然硝化の森でフリウと遭遇し、それ以降哲学的な理由によりフリウと行動をともにする。が、時々気紛れにいなくなる。主に人生についての教訓めいた（あるいは皮肉な）ことを喋る。
とにかく周りの状況など気にせず、何があってもひとりで勝手に喋り続ける。そのため、フリウに鬱陶しいと思われることも多いが、それゆえ感謝されることも極めて稀ではあるがある。なぜかやたらと動物に食べられかけることが多い。同族のはずの精霊に食われかけたこともある。
後に老いた姿になり同族と思われる若い個体群を率いているが、内面の変化は無い。
本作における精霊の分かりやすい象徴。

リス・オニキス
弟帝に仕える念糸能力者の老人。性格は非常に厳しく、偏屈とも言えるほど容赦がない。また老いてはいるが身体能力や念術能力は極めて優れている。彼の念糸の効果は「もどす」。射出されたボウガンの矢に念糸をまきつけることで装填状態にまで逆戻りさせるといったことが可能。
元は帝国に征服された下級民で、奴隷として軍に徴集されたという。かつては筆頭軍属精霊使いであり、弟帝の護衛を務めていたが8年前の帝都の火事で公式には死亡したとされた。ベスポルドは彼の直護衛武官だった。
公式には死亡したことになっているという身分を活かして影から弟帝のために活動しており、また契約者ではないがアマワについて知る数少ない人物の一人である。
アマワを破壊するためフリウを利用しようとし、帝都からの追っ手から彼女を護りつつも帝都へ導く。旅の道中、彼女に念糸使いとしての修行をつける。彼はあくまで弟帝と共にアマワ打倒のためにフリウを刺客として利用としただけで、フリウへは常に冷たいとも呼べるほど厳しく接したが、フリウはそれらを承知の上でリスに感謝の念を抱いていた。

メルソティ・キューブネルラ
弟帝。先帝の第三子。契約者の一人。
兄の地位を狙い、帝都崩壊の糸を裏で引いていた黒幕の一人。皮肉交じりではあるが快活で言葉数も多い。また、兄に似て傲慢な雰囲気をまとわせ、生まれついての支配者としての横柄さなども持ち合わせている。が、兄に比べて野心家。また、出会いが出会いとはいえその性格からフリウから信用されていない。
リスらオニキスの老人を率い、マリオに指示を与えていた。
8年前の帝宮の火事で公式には死亡したことになっているが、ベスポルトらの手を借りてアスカラナンに逃亡していた。以降、帝位を得るためアスカラナン・神秘調査会の後ろ盾を得る。

オニキスの老人たち
弟帝メルソティに仕える黒い衣装の老兵たち。
イーシス、キザク、トリュー、リスらオニキス姓の強い絆で結ばれた義兄弟。いずれもが優れた兵士にして精霊使いたる念糸使い。帝国の真の支配者が帝ではなく精霊であるとして、その筆頭であるアマワを滅ぼすことを目的とする。主人公ら同様にアマワの敵対者であるが、その手段などが異なる。
なお、本編中で魔神と呼べる域にあるもう一体の精霊・戦精霊イシュカルリシアを封じた水晶眼のある魔剣を有する。

アイゼン
フリウとパーティー組んだ手練のハンター。ラズとは腐れ縁。
落ち着いた性格の青年で感情的なラズをいさめることもある。が、ハンターはハンターなので血が上りやすい方ではあり、作中では激昂して危機に落ちることも多い。フリウらとの関係は良好。サリオンの気の使いすぎようを心配するような面もある。
武器として鉄棒を組み合わせた棍のようなものを使う。ラズと組んでいた頃は彼が精霊を捕獲する役割を担っていた模様。そのため、知識も豊富でパーティー内では指示を出すことが多い。

ラズ
フリウとパーティーを組んだ手練のハンター。アイゼンとは腐れ縁。
どこか抜けたところもあるが明るい性格の青年。フリウらとの関係は良好で彼女を妹のように可愛がっている。一見するとお調子者にしか見えないが、剣の腕には自負があり、また狩りの際は日頃の顔はなりをひそめる。
武器は一般的な両刃の直剣。アイゼンと組んでいた頃からアタッカーという精霊の足止め役を担っていた。

マデュー・マークス
フリウとパーティーを組んだハンターの少年。元々は父・メイルと組んでいた。
横柄かつ不公平な父親といることに嫌気がさしており、自立心が強くやや攻撃的な性格の持ち主。ただし、父親のことは彼なりに気にかけている。人間相手にも武器を向けることをためらわない面もあるが、パーティーを組んで以降は彼なりに面子を信頼しているようなところもある。フリウには彼なりにハンターの流儀を教えているが、概ねそれらは短絡的な手段に頼ることが多いほか、教えた拳の出し方でノックアウトされるなど、ギャグキャラとして活躍する場面もある。マリオ参入後は彼女と見解の相違から争いになることが多い。
これと言った武器は決まっていないが、登場時はアスカラナンから輸入した水晶檻を用いた凶悪な武器を使っていたり、罠に詳しかったりと歳不相応に慣れている。

メイル・マークス
フリウとパーティーを組んだハンター。元々は息子・マデューと組んでいた。
小柄な息子とは対照的に肥満気味な巨漢。息子に呆れられるほどの粗暴で横柄な性格の持ち主で、プライドが高く見栄っ張り。またでかい口をたたく割に動くのは息子で、いざという時は役に立たず他人を利用する姑息な男。実際、彼の活躍は数えるほどしかない（出番も少ないが）。

セヘクの爺ちゃん
フリウの暮らしていた村に住んでいた老ハンター。物語開始時点で既に故人。
硝化の森で片腕を無くしているが、腕の立つハンターとして有名だった。
だが、その事実以上に「ハンターは基本的に変人が多い」という説の象徴としての方が、読者の印象に残るキャラクター。奥さんが4人いるが30年もの間この生活がばれなかったとか、死に様が逆さ吊りであるなど（なお、嫁の一人は24歳のサリオンより若いほか、嫁の誰に殺されたか分かっていない）、真実とは思えないような話が多々ある。また、死ぬ前にはベッドの中で「一人でも多く道連れにしてやるから斧買ってこい」などと叫んでいたことから奇異な人間であることが分かる。なお、斧は最終的に棺桶に入れられたらしい。
ストーリー上は故人であることもあってほとんど関わらないが、父親以外にフリウが知っている数少ないハンターであり、少なからず彼女のハンター像に影響を与えている。そのほか、終盤で彼女が硝化の森に挑む際の装備はほとんどが彼の遺品の類である。

マリオ・インディーゴ
声 - 川澄綾子
弟帝に仕える気の強い少女。カリニスとエングという二体の鋼精霊を操る精霊使いだが、実戦経験が余り無い。
フリウ編とミズー編の両方を行き来する人物でもある。そのため双方で主人公と関わることになるが、ともに評価は散々であり、彼女のいるところ＝厄介事という認識がそれぞれの主人公の中に存在した。
念糸の効果は「斬る」。念糸で触れたものを切断する。生命体に対して用いることは皆無であり、もっぱら自分の武器を作り出すためにこの効果を用いることが多かった。
黒衣の候補生だったが、訓練課程で脱落しそうになるところを弟帝に目をかけられ彼に拾われる。そのためか黒衣に対して強いコンプレックスを抱いており、何よりも任務達成によって自分が国にふさわしい人間であることを証明したかった。しかし彼女に与えられた任務はつまるところ使い捨ての時間稼ぎの駒であった。自身もそれを把握していたようであり、後半ミズーに叩きのめされるなど鼻を折られてからは少しだけ考え方を変える。
鋼精霊とのつながりが強く、家族や仲間のようなものとして接している。カリニス・エングを「最強の精霊」と言ってはばからず、また彼らがいなくなることを恐れてもいる。主に鎧と武具として変形させることが多いが、彼女が気絶することも多いため彼らが訓練で得た習性に従い行動することも多い。鎧は毎回形状が異なり単行本には未収録のデザインなども存在する。
その未熟さで物語の途中、さんざん窮地に陥ってはリスやミズーに痛罵されるが、鋼精霊の片割れを帝都崩壊の中で失いつつも彼女自身は物語の最後まで生き残り、アマワを退けたフリウとともにハンターとなる。フリウよりもハンター仲間のマデューと関わることが多く、何かとぶつかっては殴り合いのけんかをしている。
作中では多くの場面で自信とそれに見合わぬ結果を出しているが、それも彼女なりの背伸びであり、ある意味では彼女もフリウ同様に「普通の女の子」としての面を強く持っている。ベスポルトは記憶喪失を装った彼女をすでに「どこからかの使者である」と見抜き、フリウと違う都会の娘と認識していた。
イラストレーターいわく基本カラーは青、イメージは鉱物。

## 用語
契約
アマワと六名の契約者たちが結んだ契約。契約者を不死にするとともにある命題を与え、それを答えるように求められる。
物語の中心となる問題であり、同時に本作のテーマそのものとも言える内容。
詳細は登場人物のアマワの項を参照。

帝宮の大火事
物語の8年前、帝都は帝宮で起こった大火事。先帝カリオネルとその妻、また公式には弟帝が死亡した大事件。
この事件を経て現帝が帝位につく。
すべての始まりである契約の結ばれた日の出来事であり、物語の発端。

イムァシア
アスカラナンより古い歴史を持つ工業都市。巨大な城壁や時計塔を作るなど優れた技術力を持っていたが、その技術を「世界を余すことなく破壊する剣を鍛える」という、狂気の目的のためだけに使用していた、狂った街。彼らの作り出そうとしていたものこそがミズーを悩ませることとなる絶対殺人武器である。
ミズー・アストラ・ジュディアが引き取られ、「鍛えられた」場所。ミズーにとって始まりの場所であると同時に、すべての決着をつけた場所でもある。

精霊
帝国辺境にある硝化の森に生息する不可思議な存在。
多くは姿を持たず力も弱い無形精霊であり、こうした精霊はハンターによって捕獲され、様々なエネルギー源として活用されている。また数は少ないが実態を持つ有形精霊は強力な精霊であり、こうした精霊は捕獲されると訓練されて軍用に使われる。ただし、訓練された精霊は完全に従っているわけではなく、一定の条件を課された場合は特定の任務をこなすようにされているだけであり、一歩間違えば暴走する危険性をはらんでいる。
長い間人々に認知されながら、アスカラナンの賢者たちでさえ正体を把握しかねている。大半の精霊は名が体を表すようになっており、何らかの特性を有していることが多い。また共通の能力として無抵抗飛行路という精霊だけが通れる異空間を持ち、そこを通ることで亜音速での移動を可能とする。

水晶檻
丸い水晶のような玉で、内部に精霊を閉じこめることができる。中に精霊が入っている時は淡く発光する。檻の開閉ができるのは念糸使いだけである。ただし、傷つけられると拘束力が弱まり、精霊との反発により強い爆発とともに精霊を解放する。この性質を利用し無形精霊を安価な水晶檻に閉じ込め、脱出の反発作用を利用した工業技術が存在する。:帝国外ではこれを作る技術は存在していない。
水晶眼
瞳孔及び虹彩が無色の眼球で、通常は視力は無い。硝化の森近隣に住む人々の中に極々稀にこの眼を持った者が産まれる事がある。天然の水晶檻とも呼べる代物で、どんなに精巧に作られた水晶檻よりも強力に精霊を封じる力がある。精霊を引き寄せ、封じずにはいられない性質を持っているため、持ち主が誕生した時には既に精霊が入っている。
入っている精霊の多くは力の弱い無形精霊で、水晶眼の封印の力の強さゆえ、水晶眼を外部から破壊する以外の手段では、外へ出る事は適わないが、強力な精霊が入っている場合は、開門式を唱える事で、力を伴う影のみを自身の視界範囲へと出す事なら可能。また、その間は視力が戻る。持ち主が死亡しても、潰されさえしなければ、腐る事無く永遠に残るという。
精霊使い
有形精霊を扱う特殊な訓練を受けた念糸使い。多くの場合、念糸使いは帝国軍に売り払われるあるいは保護されるため、野に精霊使いが出ることはほとんどない。そのため、精霊使いは軍人か裏社会に属する者であることが大半。

軍属精霊使い
帝国軍に籍を置く精霊使い。軍人であり精霊を使った戦闘行為を任務とする。数の多い存在ではなく、帝国側にとっては切り札に当たる存在。一度に持ち出しを許される精霊は最大でも二体であるらしい。また、精霊使いは事故の身を守るために武芸に秀でた護衛を伴うことが多い。通常の帝国兵と異なり、紺の軍服を纏う（ただし、ある軍属精霊使いは作者のミスで一般の帝国兵と同じ緑の軍服をまとっている）。

硝化の森
帝国の辺境、ヌアンタット高地に広がる不思議な森。この森の植物や水など、自然物は全て鋭利な硝子で出来ており並みの鋼より堅く鋭い。また同時に非常に寒冷な気候である。そのため精霊以外の生物は全く生存していない。硝化の森に立ち入るには防寒や耐刃に優れた特殊な装備が必要になるが、それらで身を固めてもなお一度転んだだけでも命を落としかねない非常に過酷な環境である。また、年々森の範囲は広がり続けている。精霊の生まれる場所であり、最初に森が発生した地、すなわち森の最奥には最古の精霊が住んでいると言われている。

硝化
硝化の森で起こる現象。木々や大地、またその上にある建築物などが結晶化して行き、形状以外は同じ結晶として存在するようになる。硝化した物質はほとんどのものをたやすく切り裂き、並大抵のことでは砕けない。また一切の熱を発することがないため、硝化した区域は徐々に気温を下げていく。なお、作中では生物も硝化出来る可能性が示唆されている。

ハンター
硝化の森で精霊を捕らえ、売ることで生計を立てている人々。あまり印象のいい職でもないが、辺境ではそこまで珍しいものではない。気のいい者もいるが粗暴で喧嘩を酒の肴にするような、社会的には非常に胡散臭い人間の範疇に属する。狩りには専用の装備を要するため、専門店なども存在する。また、横流しなど法に触れる商売を行うものも少なからずいる。

念糸
意思の力で紡がれた糸。ヴィジュアルでは銀色に輝く糸で表現される。念糸を繋げたものに対して様々な超能力の様な効果を起こす事が出来る。念糸を使える者は生まれつき素養がある者に限られており、念糸によってもたらされる効果も人によって様々である（ミズーであれば加熱、フリウであれば捩じるなど）。また、有形精霊を捕まえられる程の強固な精霊檻は念糸がなければ開閉することが出来ない。念糸は一つの対象にしか放つことが出来ない。

念糸使い
念糸を使える者は数少ないため、念糸を使える子供は全て帝国に保護される事になっている。しかし極稀に帝国にその存在を悟られず、在野にとどまっている念糸使いもいる。強固な精霊檻の扱いの関係上、精霊使いになれるのは念糸使いのみである。また、その性質上、念糸使いは戦闘職につくものが少なくないため、平穏な職業を営む者はほとんどいない。

帝国
大陸の南半分という、広大な領土を持つ国。帝都イシィカルリシア・ハイエンドを首都としている。精霊を兵器として大規模利用することに成功し、領土を拡大した。帝都以外をほとんど放置するような独特の統治体系を持っている。そのため、一般的な国名に当たるものが無く、厳密に帝国を述べる場合は帝都の名を出すことになる。大陸でも唯一精霊を軍事利用することに成功している国家であり、軍事力では周辺諸国を圧倒する。また、多数の異民族を擁した国家でもあり、辺境ではそれらの文化・民族が未だ息づいていることも少なくない。
カリオネル・キューブネルラの侵略戦争によって30年の間に領土を広げた。迅速な侵略とアスカラナンすら意表を突かれた出現、また彼らの甘い見通しも相まって大陸の1/3の領土を手に入れた。そのため、建国からまだ50年も経っていない。戦争の際にジルオージラの神殿からいくつかの強大な精霊も盗んでいるようで、それら精霊を利用した戦略が功をなしている。

黒衣
帝直属の特殊暗殺部隊。優れた戦闘技術と念糸能力を持つ。全身を黒いマントと仮面で覆い、言葉はおろか足音や吐息に至るまで、一切の音を立てないと言われている。あらゆる司法を超えた処刑権限を持ち、その不気味さから帝都の住民にも忌み嫌われている。滅多に帝都から出る事は無い。

影人
帝国の統治に反発する一種のレジスタンス。自らを帝国の最下層に位置付けることで抗議を行う。黒服が特徴。
一見する反乱組織の様であるが、実際は反抗心を失うことを恐れて活動する歪な組織。また黒衣を恐れていることもあり、小規模な活動を重ねつつも帝国を打破することも出来ず、また始まりの目的すらも見失い、暴走している。
帝都には影町と呼ばれる彼らが集まる区域が存在する。

マギ
魔法の様なことを起こせる技術。学べば誰でも身につける事が出来る。マギを使う人間をマグスあるいは秘術魔法使いと呼ぶ。
アスカラナンが出来たころにはマギの技法は成立していたという。多くのマギは暗示を主として利用するようなものが多いが（人払い・人身操作など）、瞬間移動（これも暗示の可能性があるが）や死をしばらく遠ざける術なども存在する。また、強すぎるマギを持つ者は何らかの障害を抱えると言う。その能力故に不気味がられるも、アイネスト曰く精霊に比べれば子供だましのような代物らしく、実際直接的な攻撃や干渉を行なう術は作中では見られない。

神秘調査会
マグス達で構成される学者集団。この世の全ての謎を解き明かすことを掲げており、一般人からはアスカラナンをスポンサーとするスパイ集団とみなされている。赤黒い長衣が特徴。イムァシアに援助する、アスカラナンに手を貸すなどかなり政治に踏み込んだ活動が増えており、アイネストに「観察者としての本分を忘れている」と指摘される。
フリウを送り込み帝都崩壊を狙う、イムァシアの研究のスポンサーであったなど、ヒロイン二人の運命をひっかきまわした元凶。
また、大陸の地図を作っているなどの面もある。

アスカラナン
大陸北方に位置する帝国と対立する国。商人たちの連合が王家すら支配する国であり、帝国よりもはるかに文化的で華やかな国。神秘調査会のスポンサーとなるだけでなく、商売上の契約を以て神殿領など諸外国・宗教家にも影響力を持っているほどの大国である。作中では訪れることはなかったが、一部の人物はここから来ていたり、訪れたことがある。なお、この国では私有財産権が認められており、それゆえに富裕層が多く護衛を求めるものが多いという。

マッイイツ緩衝領土
帝国とアスカラナンの境に当たる領域。ここを挟んで両者がにらみ合っている。

大陸
明確な呼称の無い物語の舞台。その内南半分が帝国である。形状は鷲が翼を広げたような、と形容されている。水面下での帝国とそれ以外の国家の敵対が続いている以外、大陸には大きな騒乱や飢餓はない模様。

氷海リトホーフル
アスカラナンおよびシタールの大平原を超えた先にある地域、海、およびその周辺とその先にある世界のこと。呪われた海とも。作中では訪れることはないが、危険な場所であることは知られている。
氷海では商人の船を襲う賊に対抗するため剣士（正確には戦士）を雇うことがあるが、そういった剣士たちは氷海の剣士と呼ばれ、飾り立てた帽子と剣を象徴とする。氷海の剣士は優れた強い剣士の代名詞として、遠く離れた帝国でもその名を知られている。それ以外にも特殊な武術もある模様。

聖庁レント・ジルオージラ
別名神殿領。作中に存在する、アスカラナンなどの地域の宗教にかかわる古い寺院。アルハラの聖地にあるとされるが明確な位置は不明。大陸の支配者を任命する権限（神授王権正統継承印）を有しているという。しかし、アスカラナンの実質的な支配を受けており、帝国発足までは彼らの意のままにその権限を使っていた。
寺院の長は神の祝福により不可思議な力を持っているとされる。これの信者と思われるジルオージラ信徒という言葉が存在する。ただし、作中ではいかなる宗教であるのかは不明である。
作中で訪れられることはないが、かつて帝国に侵攻された際いくつかの強大な精霊（の封じ込められた道具）が略奪されており、その内の一体が登場する。

ミブロ
帝国に支配されている辺境民の一種。ミブロ要塞と呼ばれる要塞にたてこもる特異な民族。その要塞に立てこもり帝国と戦い和平を結んだ山賊を祖にしているらしく、彼らはそのことを誇りに思っている（ただし、それはかなり微妙な力関係・事情も絡む）。言葉は必要最低限の単語しかはっきり発音しないため、会話にやや難がある。また、誇り高いため他者を侮辱することがないと同時に、人前では金感情の話はしない。侮辱したものは許さない。
物語終盤でアストラの襲撃に遭い全滅する。

コリオリアン
ファニクの話に出てきた、森の民族。森の宗教を教え説く。厳しい戒律の元にあるが、気のよい連中らしい。刺青の範囲が広いほど地位があり、また精霊を崇め水の代わりに樹液を飲むなどの特徴を持つとされる。が、作中では登場することがなかった。

それ以外の地名・民族・国家など
ストーリーの展開上、訪れることない地名や文化が数多く出てくる。
ディモンコースト、アルハラの旅一族が巡る土地、ベントの大地渦、黄樹海、ミッショーの透明裸族、など。

## 既刊一覧

### 小説
- 秋田禎信（著）・椎名優（イラスト）、富士見書房〈富士見ファンタジア文庫〉、全10巻
  - 『エンジェル・ハウリング1 獅子序章 -from the aspect of MIZU』、2000年10月25日初版発行（10月17日発売[3]）、ISBN 4-8291-1304-9
  - 『エンジェル・ハウリング2 戦慄の門 -from the aspect of FURIU』、2001年4月25日初版発行（4月20日発売[4]）、ISBN 4-8291-1340-5
  - 『エンジェル・ハウリング3 獣の時間 -from the aspect of MIZU』、2001年10月25日初版発行（10月19日発売[5]）、ISBN 4-8291-1383-9
  - 『エンジェル・ハウリング4 呪う約束 -from the aspect of FURIU』、2002年1月25日初版発行（1月18日発売[6]）、ISBN 4-8291-1395-2
  - 『エンジェル・ハウリング5 獲物の旅 -from the aspect of MIZU』、2002年7月25日初版発行（7月18日発売[7]）、ISBN 4-8291-1445-2
  - 『エンジェル・ハウリング6 最強証明 -from the aspect of FURIU』、2002年1月25日初版発行（10月19日発売[8]）、ISBN 4-8291-1464-9
  - 『エンジェル・ハウリング7 帝都崩壊（1） -from the aspect of MIZU』、2004年1月25日初版発行（1月20日発売[9]）、ISBN 4-8291-1585-8
  - 『エンジェル・ハウリング8 帝都崩壊（2） -from the aspect of FURIU』、2004年4月25日初版発行（4月20日発売[10]）、ISBN 4-8291-1603-X
  - 『エンジェル・ハウリング9 握る小指 -from the aspect of MIZU』、2004年7月25日初版発行（7月17日発売[11]）、ISBN 4-8291-1631-5
  - 『エンジェル・ハウリング10 愛の言葉 -from the aspect of FURIU』、2004年10月25日初版発行（10月20日発売[12]）、ISBN 4-8291-1656-0

### 関連書籍
- 『エンジェル・ハウリング 硝化の声-椎名優画集』2004年10月18日発売[13]、ISBN 4-8291-9130-9
- 『秋田禎信BOX』2009年12月22日発売[14]、ISBN 978-4-904376-14-0
  1. 「エンジェル・ハウリング from the aspect of MIZU サーヴィル・キングス（眠る王権）」
  2. 「エンジェル・ハウリング from the aspect of FURIU ガールズ・ハンティング（託す幕間）」
  3. 「エンジェル・ハウリング スィリーズ・アワーズ（どうでもいい時間）」

「エンジェル・ハウリング」からは以上3編を収録。「スィリーズ・アワーズ」は月刊ドラゴンマガジ2000年10月号増刊ファンタジア バトルロイヤルに掲載され、単行本未収録となっていたもの。

## 関連商品
ドラマCD。マリン・エンタテインメントより発売。
- エンジェル・ハウリング1 獅子序章―from the aspect of MIZU MMCC-4029　2002年7月25日発売
- エンジェル・ハウリング2　戦慄の門－from the aspect of FURIU　MMCC-4031　2002年9月25日発売